# 先崎彰容
先崎 彰容（せんざき あきなか、1975年〈昭和50年〉7月15日 - ）は、日本の倫理学者、思想史家。社会構想大学院大学社会構想研究科教授。専門は近代日本思想史、戦後社会史、日本倫理思想史。

## 経歴
東京都出身。立教高等学校、東京大学文学部倫理学科卒業。東北大学大学院文学研究科日本思想史博士課程単位取得修了、博士（文学）。この間、文部科学省政府給費留学生としてフランスの社会科学高等研究院 (EHESS) 国際日本学専攻に留学。東日本国際大学東洋思想研究所教授、2016年日本大学危機管理学部教授を経て、2025年社会構想大学院大学教授。

## 著作
- 『個人主義から〈自分らしさ〉へ 福沢諭吉・高山樗牛・和辻哲郎の「近代」体験』（東北大学出版会、2010年）
- 『高山樗牛 美とナショナリズム』（論創社、2010年）
- 『ナショナリズムの復権』（ちくま新書、2013年）
- 『違和感の正体』（新潮新書、2016年）
- 『未完の西郷隆盛 日本人はなぜ論じ続けるのか』（新潮社〈新潮選書〉、2017年）
- 『維新と敗戦――学びなおし近代日本思想史』（晶文社、2018年）
- 『バッシング論』（新潮新書、2019年6月）
- 『鏡の中のアメリカ 分断社会に映る日本の自画像』（亜紀書房、2020年11月）
- 『国家の尊厳』（新潮新書、2021年5月）
- 『本居宣長：「もののあはれ」と「日本」の発見』（新潮選書、2024年5月）
- 『批評回帰宣言：安吾と漱石、そして江藤淳』（ミネルヴァ書房、2024年8月）

### 訳著・共著
- 浜崎洋介『アフター・モダニティ 近代日本の思想と批評』北樹出版、2014年
- 『福澤諭吉「文明論之概略」〈ビギナーズ 日本の思想〉』角川学芸出版〈角川ソフィア文庫〉、2017年。現代語訳・解説
- 『NHK 100分de名著 吉本隆明 共同幻想論―戦後、最も難解な本に挑む』NHK出版、2020年7月
- 『中江兆民「三酔人経綸問答」〈ビギナーズ 日本の思想〉』角川ソフィア文庫、2021年12月。現代語訳・解説

## TV出演
- 新世代が解く!ニッポンのジレンマ（2014年 - 〈不定期〉、NHK Eテレ）
- 100分de名著 吉本隆明『共同幻想論』（2020年7月、NHK Eテレ）
- BSフジLIVE プライムニュース（2020年11月9日 - <不定期>）
- 深層NEWS（<不定期>）
- FNN特報 安倍晋三元首相「国葬」第2部 コメンテーター（2022年9月27日、フジテレビ）
  - 松山俊行と共同で担当。
- Live News イット!緊急特報 安倍晋三元首相銃撃から1年〜独自取材“空白の2.7秒”の真相 第1部 第2部コメンテーター（2023年7月8日、フジテレビ）
  - 榎並大二郎と共同で担当。

## インターネット出演
- 論壇チャンネル「ことのは」（2021年9月29日 - ）番組「先崎彰容の知性の相貌」を配信中。
- ポリタスTV（YouTube、2021年11月30日）